# Amerikansk trädhålsmygga
Amerikansk trädhålsmygga, Aedes triseriatus är en tvåvingeart som först beskrevs av Thomas Say 1823.  Aedes triseriatus ingår i släktet Aedes och familjen stickmyggor. Inga underarter finns listade i Catalogue of Life. Arten har introducerats i Europa vid flera tillfällen och kan säkert etablera sig.